# Wachniwci (obwód czerniowiecki)
Wachniwci (ukr. Вахнівці) – wieś na Ukrainie, w obwodzie czerniowieckim, w rejonie wyżnickim, w hromadzie Berehomet. W 2001 liczyła 247 mieszkańców, spośród których 180 wskazało jako ojczysty język ukraiński, 1 rosyjski, a 66 rumuński.